# Milutin Garašanin
Milutin Garašanin (cyr. Милутин Гарашанин; ur. 22 lutego 1843 w Belgradzie, zm. 5 marca 1898 w Paryżu) – serbski polityk, dyplomata i historyk, premier Serbii (1884–1887), minister spraw wewnętrznych (1880–1883), minister finansów (1884–1885), minister spraw zagranicznych (1884–1886).

## Życiorys
Był synem znanego polityka serbskiego Iliji Garašanina i Sofiji z d. Danić. Odbył studia na Politechnice w Paryżu, a następnie kształcił się w szkole wojskowej w Metzu, którą ukończył w roku 1868. Po studiach powrócił do Serbii, gdzie zajął się rolnictwem. Wziął udział w wojnie serbsko-tureckiej (1876–1878) jako kapitan artylerii. 23 sierpnia 1876 został ranny w nogę. Udział w wojnie zakończył w stopniu pułkownika i rozpoczął karierę polityczną. Należał do grona założycieli Serbskiej Partii Postępowej. W 1880 objął kierownictwo resortu spraw wewnętrznych. Przed wyborami 1880 zabronił funkcjonariuszom policji jakichkolwiek ingerencji w wybory, co wcześniej było praktykowane. W latach 1883–1884 pełnił funkcję ambasadora Serbii w Wiedniu. W 1884 stanął na czele rządu, którym kierował przez trzy lata. W 1895 został wybrany przewodniczącym Skupsztiny Królestwa Serbii.
Od roku 1893 był członkiem Królewskiej Serbskiej Akademii Nauk. Odznaczony Orderem Daniły I.

## Życie prywatne
Był żonaty (żona Julijana z d. Marković), miał troje dzieci (Vojislav, Olivera, Vladimir).